# Seleção Mexicana de Futebol Sub-20
A Seleção Mexicana de Futebol Sub-20, também conhecida por México Sub-20, é a seleção mexicana de futebol formada por jogadores com idade inferior a 20 anos.